# کویینی (بازیکن فوتبال، زاده ۱۹۸۰)
کویینی (انگلیسی: Quini؛ زادهٔ ۴ ژوئیهٔ ۱۹۸۰) بازیکن فوتبال اهل اسپانیا است.
از باشگاه‌هایی که در آن بازی کرده‌است می‌توان به باشگاه فوتبال آلکورکون، باشگاه فوتبال لگانس، باشگاه فوتبال راسینگ سانتاندر، و باشگاه فوتبال زامورا اشاره کرد.